# Estação Casa da Música
A estação Casa da Música é parte do Metro do Porto. Ela situa-se junto ao espaço com o mesmo nome, mais propriamente na Avenida da França, e é uma das principais estações subterrâneas da rede do Metro. A estação é servida pelas linhas: , , , ,  e futuramente pela linha  e  .
Esta estação é da autoria do arquitecto Eduardo Souto de Moura e já está preparada para a Linha H (Metro do Porto) que será instalada no subsolo desta estação.

Foi construída no local deixado vago pela demolição da estação de via métrica Porto-Boavista — término das linhas de Famalicão e de Guimarães.